# Bédélia
La Bédélia era una casa automobilistica francese attiva dal 1910 al 1925.

## Storia

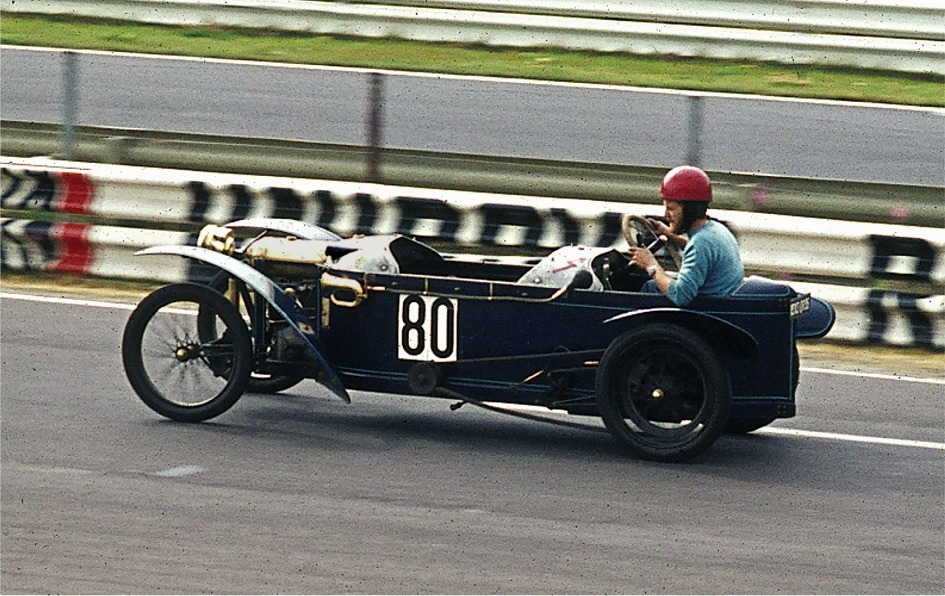
Bédélia 1910

Questo marchio è noto specialmente in Francia per essere stata la prima al mondo ad occuparsi di autocicli, introducendone quindi il concetto. Si tratta di vetture di dimensioni molto contenute, estremamente semplici e spesso caratterizzate da due posti in tandem.
Nel 1909, Robert Bourbeau ed Henri Devaux, due ragazzi all'epoca diciottenni, si recarono fuori porta per una gita a bordo della loro motocicletta, sennonché ebbero un incidente, che si rivelò poco grave per loro stessi, ma la motocicletta andò distrutta. Essendo sprovvisti di fondi per acquistarne un'altra, decisero di costruirla con le loro conoscenze ingegneristiche.
Il risultato finale, però, non fu una motocicletta, ma una singola vettura, dotata di un'inedita configurazione a due posti in tandem, resa ancor più singolare dal fatto che il pilota stava seduto dietro il passeggero.
Questa vettura fu la capostipite dei successivi autocicli e riscosse enorme popolarità, a tal punto che ai due ragazzi fu chiesto se la vettura era in vendita. Era un aspetto a cui i due ragazzi non avevano pensato, anche perché la vettura era interamente costruita con materiali di recupero e ciò non sarebbe stato molto promuovibile a livello commerciale.
Fu il giovane Devaux ad accollarsi l'investimento consistente nell'acquisto dei materiali per il montaggio delle vetture. E fu da qui che nel 1910 le prime vetture vennero assemblate in un capannone a Parigi. Il marchio con cui furono vendute prese il nome di Bédélia. Le vetture ebbero un gran successo, perché erano molto economiche e nello stesso tempo molto prestanti, grazie al loro peso molto ridotto: le prime vetture, denominate Type A arrivavano a pesare solo 150 kg e grazie al motore Quentin da 3.5 CV, riuscivano a raggiungere una velocità massima di oltre 60 km/h, che all'epoca era solitamente appannaggio di vetture molto più grandi e di fascia molto più alta.
Nel 1911, la produzione poté continuare, sull'onda del successo dei primi modelli, e furono lanciate la Type A1 e la Type BD1,la prima dotata di un monocilindrico da 4.5 CV, praticamente una Type A più potente, e la seconda dotata di un bicilindrico a V da 5.5 CV.
Cominciò anche la carriera sportiva, fatta di numerosi successi. La Bèdélia utilizzava soluzioni tecniche molto semplici ed efficaci, a tal punto da essere stata indicata come una delle Case più innovative d'inizio Secolo.
La Prima guerra mondiale, però, interruppe la produzione: dopo il conflitto, la Bédélia uscì economicamente malconcia e fu rilevata da una nuova società, denominata Mahieux et Cie, che ne continuò la produzione. Ma nel 1925, la Casa chiuse i battenti a causa della pressante concorrenza di Case più grandi ed economicamente più floride.